# Nikopol (Bulgarien)

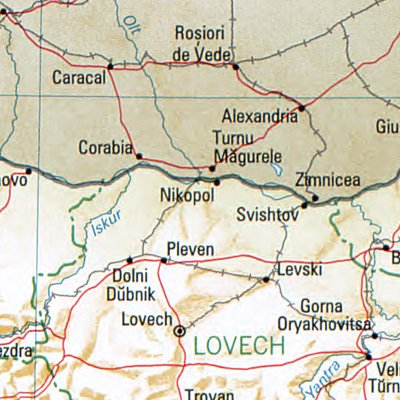
Burgas – Bulgarien – Nachbarorte: Plewen, Dolni Dabnik, Lowetsch, Gorna Orjachowiza, Lewski, Swischtow, Zimnicea, Turnu Măgurele, Alexandria, Roșiori de Vede, Caracal, Corabia

Nikopol [niˈkɔpoɫ] (im Mittelalter Nikopolis, in lateinischer Form Nicopolis) ist eine Stadt an der unteren Donau in Nordbulgarien.

## Geschichte
Im Bereich des Hügels Kaleto wurden bronzezeitliche Überreste entdeckt (um 1200 v. Chr.).
Während der Zeit des Römischen Reiches gehörte die Siedlung zur Provinz Mösien. Nach der Teilung des Römischen Reiches blieb die Stadt im 4. Jahrhundert n. Chr. beim Byzantinischen Reich.
Die Stadt wurde 629 vom byzantinischen Kaiser Herakleios nach seinem Sieg über Chosrau II. im letzten römisch-persischen Krieg gegründet. Man unterscheidet das mittelalterliche Nicopolis in Nicopolis minor (das kleine Nicopolis) und Nicopolis maior (das große Nicopolis). Das kleine Nicopolis war eine Siedlung jenseits der Donau (am nördlichen Ufer) und befand sich somit schon auf walachischem Boden, dem heutigen Rumänien. Nicopolis maior (am südlichen Ufer) hingegen war eine mächtige Festung mit stabilem Mauerwerk und befestigten Türmen und lag strategisch günstig auf einem Hang, der sich unmittelbar südlich der Donau erhob.
1059 erhielt die Stadt den Namen Nicopolis (Stadt des Sieges).
Nach Tarnowo, der Hauptstadt des Zweiten Bulgarischen Reiches (1187–1393), war Nikopol im 14. Jahrhundert die zweite Residenz der bulgarischen Zaren. Hier leistete Iwan Schischman seinen letzten Widerstand gegen die osmanischen Eroberer. 1392 wurde die Festung Nikopol von Sigismund von Ungarn eingenommen. In der Schlacht bei Nikopolis traf am 25. September 1396 ein christliches Kreuzfahrerheer auf die Osmanen unter Bayezid I. und wurde von diesen vernichtend geschlagen.
Mehrmals wurde die Stadt durch ungarische und walachische Fürsten belagert (1444, 1595, 1598). 1797 wurde sie von Pascha Osman Pazvantoğlu von Widin eingenommen.
Während der Periode der osmanischen Herrschaft war die Stadt zwischen dem 15. und dem 17. Jahrhundert eines der größten militärisch-administrativen Zentren, mit einer starken Festung, sowie ein wirtschaftliches, geistliches und politisches Zentrum. Der Schrein von Ali Kach Baba auf einem Hügel südlich der Stadt erinnert an diese Zeit. Im 18. und 19. Jahrhundert begann die Stadt zu verfallen und verlor ihren Status als militärisches und politisches Zentrum.
Im 7. Russisch-türkischen Krieg (1806–1812) besetzten die Russen unter Nikolai Kamenski 1810 die Festung. 1829 wurde die türkische Flotte von den Russen zerstört und das türkische Militärlager gestürmt. In der Schlacht von Nikopol (1877) wurde die Stadt am 15. Juni 1877 von den Russen eingenommen und zerstört.
Die Stadt ist seit 2005 Namensgeber für den Nikopol Point, eine Landspitze der Livingston-Insel in der Antarktis.

## Söhne und Töchter der Stadt
- Bojan Ikonomow (1900–1973), Komponist